# Julius Terpstra
Julius Huibert Terpstra (Emmeloord, 21 februari 1989) is een Nederlands politicus. Namens het Christen-Democratisch Appèl (CDA) is hij sinds 8 juni 2022 wethouder Wonen, Bouwen en Welzijn in Leiden. Eerder was hij kortstondig lid van de Tweede Kamer der Staten-Generaal (2020-2021).

## Jeugd en opleiding
Terpstra werd op 21 februari 1989 geboren in de Flevolandse plaats Emmeloord. Hij ging naar het Greijdanus College en studeerde vervolgens een jaar in Engeland. Terpstra studeerde tussen 2009 en 2015 geschiedenis aan de Universiteit Leiden, waar hij de graad Master of Arts behaalde. In zijn studententijd was hij lid van de christelijke vereniging Navigators en van de voetbalvereniging LSVV '70.
In 2009 werd Terpstra penningmeester van de Leidse tak van het Christen Democratisch Jongeren Appèl (CDJA) en in het daaropvolgende jaar werd hij de voorzitter van die organisatie. Hij bleef twee jaar in die positie. In mei 2013 werd Terpstra verkozen tot landelijk voorzitter van het CDJA door zijn leden. Zijn tweede termijn begon twee jaar later. Als voorzitter pleitte hij voor een grondwettelijk afgedwongen begrotingsevenwicht, hogere defensie-uitgaven, een verbod op de verkoop van tabak in supermarkten en de herinvoering van de (maatschappelijke) dienstplicht. Daarnaast was hij tegen plannen om burgemeester middels verkiezingen te kiezen. Terpstra stopte per 1 januari 2017 als voorzitter van het CDJA om zich te focussen op zijn baan en zijn verkiezingscampagne.

## Carrière

### Gemeenteraad (2014-2020)
Tijdens de gemeenteraadsverkiezingen in 2014 stond hij in Leiden op plaats zes op de kandidatenlijst van het CDA. Zijn partij behaalde vier zetels, waardoor hij niet tot raadslid werd verkozen. In mei werd hij tot duoraadslid benoemd. Terpstra begon in augustus 2016 te werken bij Nautus, een adviesbureau voor gemeenten. Na de gemeenteraadsverkiezingen van 2018 bleef hij duoraadslid. Hij werd wederom niet tot vol raadslid verkozen; hij stond op plaats vier, terwijl het CDA één zetel verloor. Terpstra verliet Nautus en de gemeenteraad kort na zijn beëdiging als kamerlid. Gedurende zijn tijd in de gemeenteraad was hij lid van de commissie onderwijs en samenleving en lag zijn focus op sportbeleid.

### Tweede Kamer (2020-2021)
In 2017 stelde Terpstra zich verkiesbaar tijdens de Tweede Kamerverkiezingen. Tijdens de campagne noemde hij het afschaffen van het sociaal leenstelsel zijn prioriteit. Op de kandidatenlijst stond hij op plaats 23 en hij ontving 1477 voorkeurstemmen. Zijn partij won 19 zetels, waardoor hij niet werd verkozen. Op woensdag 20 mei 2020, de verantwoordingsdag, werd Terpstra geïnstalleerd als lid van de Tweede Kamer in de vacature die ontstond na het vertrek van Erik Ronnes die gedeputeerde in Noord-Brabant werd. Terpstra werd de woordvoerder van het CDA op het gebied van wonen, ruimtelijke ordening en de Omgevingswet. Hij was lid van de parlementaire commissie voor Binnenlandse Zaken en tijdelijk lid van de commissies voor Economische Zaken en Klimaat, voor Infrastructuur en Waterstaat en voor Financiën.
Als kamerlid heeft Terpstra gepleit voor het oplossen van het woningtekort en de problemen van starters bij het financieren van een huis. In juli 2020 diende hij een motie, die steun kreeg van de gehele Tweede Kamer, in waarin hij opriep bij het aanvragen van een hypotheek rekening te houden met huurlasten uit het verleden. Daarnaast riep hij zonder succes de minister van binnenlandse zaken op om Utrecht te dwingen 25.000–30.000 woningen in de polders Rijnenburg en Reijerscop te bouwen. Een motie van Terpstra en Daniel Koerhuis ontving een nipte meerderheid.
Terpstra was de 20e kandidaat van het CDA bij de Tweede Kamerverkiezingen 2021 en ontving 1.297 voorkeurstemmen. Omdat zijn partij vijftien zetels haalde, nam hij op 30 maart 2021 afscheid van de Tweede Kamer.

### Terugkeer naar de Leidse politiek (2022-heden)
Terpstra begon in juli 2021 voor bouwbedrijf Heijmans te werken. Hij was voor de gemeenteraadsverkiezingen van 2022 lijsttrekker van het CDA in Leiden. De lokale campagne trok aandacht door zich op humoristische wijze te distantiëren van de landelijke partij. Op de website werd vermeld dat kiezers landelijk misschien twee keer na zouden denken om op het CDA te stemmen, maar dat de lokale afdeling anders mag zijn door het ontbreken van Kim Jung Hoekstra-praktijken, verwijzend naar partijleider Wopke Hoekstra en Noord-Koreaans dictator Kim Jong-un. Het CDA verloor één van zijn drie zetels – in lijn met nationale peilingen – en Terpstra werd op 30 maart beëdigd tot gemeenteraadslid. Het CDA werd onderdeel van de Leidense coalitie als enige niet-linkse partij. Terpstra zou zijn partij vertegenwoordigen in het college met de portefeuilles Wonen, Bouwen en Welzijn. Hij werd geïnstalleerd op 16 juni, twee dagen na zijn ontslag als gemeenteraadslid. Diezelfde maand schreef onderzoeksplatform Follow the Money dat bouwlocaties voor nieuwe woonwijken die Terpstra en Koerhuis als Tweede Kamerleden hadden gepromoot deels in handen waren van grote vastgoedontwikkelaars. Terpstra ontkende vervolgens banden te hebben gehad met de ontwikkelaars. In augustus 2023 stelde Terpstra aan de gemeenteraad voor om beleggers te verbieden panden in Leiden met een waarde van minder dan €355.000 te kopen om concurrentie op de woningmarkt te verminderen. Daarnaast was hij van plan om het opsplitsen van huizen in studentenkamers in te perken en om verhuurders in bepaalde wijken te verplichten een vergunning aan te vragen met als doel goede verhuurpraktijken te garanderen.
Vanwege het opstappen van partijgenoot Raymond Knops in februari 2023 had Terpstra de mogelijkheid om in de Tweede Kamer terug te keren. Hij wees de zetel af om wethouder te blijven.

## Privéleven
Terpstra is getrouwd en heeft een dochter.

## Publicaties
- Terpstra, Julius; Onnink, Hielke, "Help kopers van hun eerste huis", Nederlands Dagblad, 9 juni 2020, p. 12.